# 기타시라카와노미야 요시히사 친왕

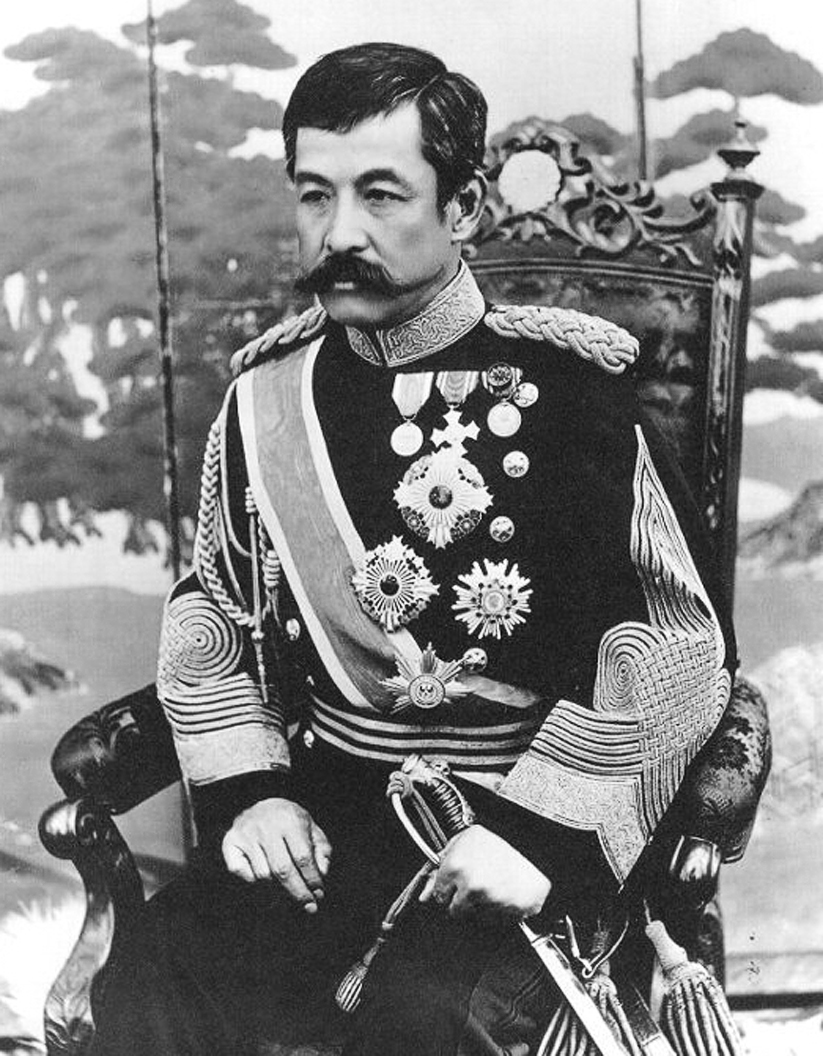
기타시라카와노미야 요시히사 친왕

기타시라카와노미야 요시히사 친왕(일본어: 北白川宮能久親王, 1847년 4월 1일 ~ 1895년 10월 28일)은 일본 제국의 황족, 육군 군인이다. 아명은 미쓰노미야(満宮). 후시미노미야 구니이에 친왕의 제9왕자로 태어났다. 미쓰노미야(満宮), 린노지노미야(輪王寺宮)로도 불렸다.